# Christian Burchard
Pour l’article homonyme, voir Burchard.
Christian Burchard, né le 17 mai 1946 à Hof en Bavière et mort à Munich le 17 janvier 2018, est un vibraphoniste, compositeur et santouriste allemand.

## Discographie
- avec le groupe Embryo
  - 1969 : Phallus Dei avec Amon Düül
  - 1987 : Between Dusk and Dawn avec Rabih Abou-Khalil
  - 1990 : Into the Light avec Mal Waldron
  - 1994 : Dervish Kiss avec Chris Karrer
  - 1996 : Berlin Istanbul avec MT Wizzard